# Допинг в России
Допинг в России — систематическая практика нарушения антидопинговых норм и культура их сокрытия, берущая свои корни в постсоветской культуре, нацеленной на победу любой ценой.
Систематическое применение допинга в российском спорте привело к тому, что более двухсот российских спортсменов уличили в применении допинга на Олимпийских играх, в результате чего их лишили 47 олимпийских медалей. В связи с допингом российских спортсменов лишили десятков медалей чемпионатов мира. По данному показателю Россия является мировым рекордсменом.
Особенностью российского допинга является широкое участие государства в снабжении спортсменов стероидами и другими препаратами. В 2019 году из-за попытки саботажа антидопинговых расследований Всемирное антидопинговое агентство запретило России участвовать во всех крупных спортивных мероприятиях на четыре года. В 2020 году Спортивный арбитражный суд (CAS) сократил этот срок до двух лет по апелляции России. Выступающим на соревнованиях спортсменам запрещено использовать слово «Россия».

## Советское время
По свидетельству врача сборной СССР по тяжёлой атлетике Сергея Сарсании, он по указанию старшего тренера Аркадия Воробьёва выдавал спортсменам метандиенон при подготовке к Олимпиаде 1968 года. Сам Воробьёв утверждал, что систематическое применение анаболиков советскими тяжелоатлетами началось после игр в Мехико и его ухода с поста тренера. Согласно Сарсании, из опасения перед допинг-контролем новый тренер Алексей Медведев приказал прекратить приём запрещённых препаратов за три дня до начала соревнований на Олимпиаде 1972 года, после чего 4 советских тяжелоатлета получили нулевые оценки. По словам врача сборной СССР по лёгкой атлетике Григория Воробьёва, к 1970-м годам большинство спортсменов, с которыми он работал, консультировались у него по поводу допинга и принимали стероиды. К концу десятилетия распространение масс-спектрографии облегчило обнаружение стероидов в допинг-пробах. За применение нандролона на чемпионате Европы по лёгкой атлетике в 1978 году четыре советских спортсмена были дисквалифицированы на 18 месяцев.

В 1976 году лыжница Галина Кулакова стала первой женщиной, лишённой олимпийской медали в связи с допингом: в её пробе был обнаружен эфедрин. Тем не менее Кулакова была допущена к участию в дальнейших соревнованиях.

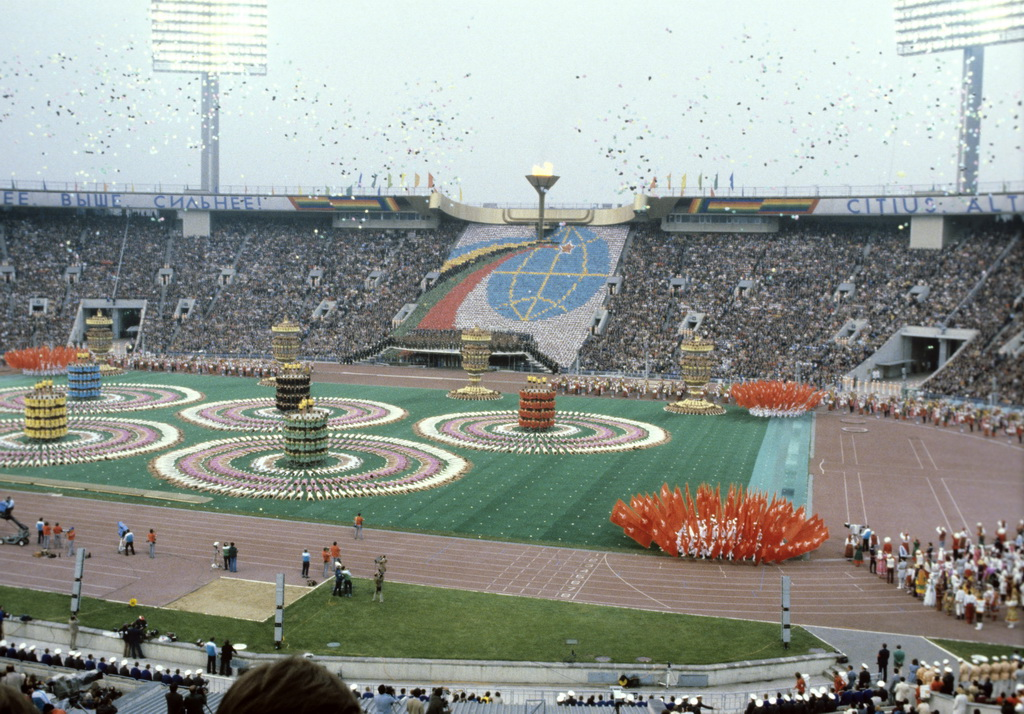
Московскую Олимпиаду назвали «Играми химиков».

По словам британского журналиста Эндрю Дженнингса, один полковник КГБ заявил, что чекисты выдавали себя за антидопинговые органы Международного олимпийского комитета (МОК), чтобы саботировать допинг-тесты, и что советские участники были «спасены [этими] огромными усилиями». По некоторым утверждениям, на летних Олимпийских играх 1980 года, проводимых в Москве, подменялись допинг-пробы практически всех спортсменов, в австралийском исследовании 1989 года эти игры были названы «Играми химиков».
Согласно полученным в 2016 году документам, у Советского Союза в рамках подготовки к летним Олимпийским играм 1984 года в Лос-Анджелесе были планы по созданию государственной системы допинга. Датированные до бойкота летних Олимпийских игр 1984 года документы подробно описывают существующую систему допинга с использованием стероидов и предложения по её улучшению. Документ был подготовлен Сергеем Португаловым, который был также замешан в реализации российской допинг-программы перед летними Олимпийскими играми 2016 года.

## В современной России

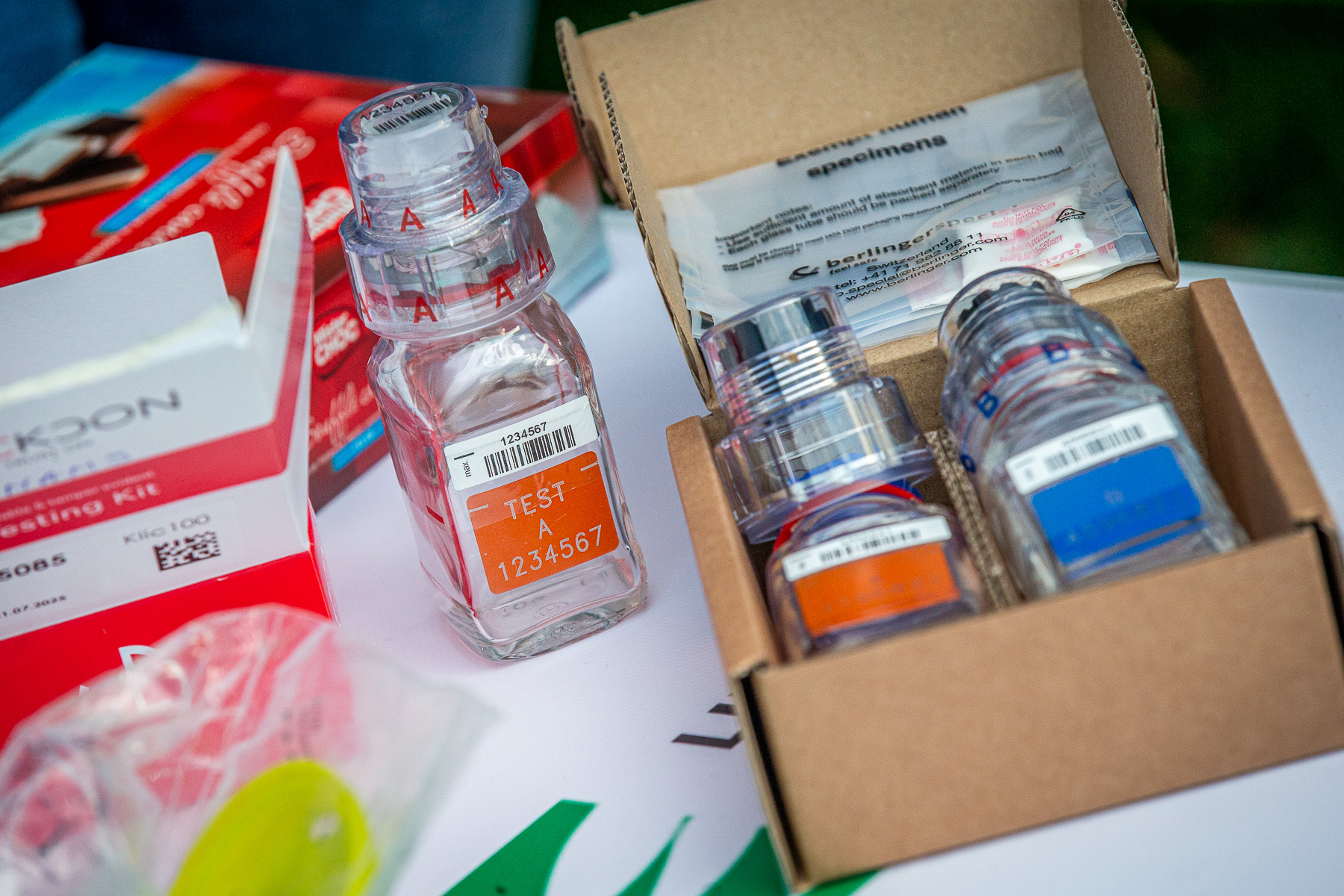